# 凯特波

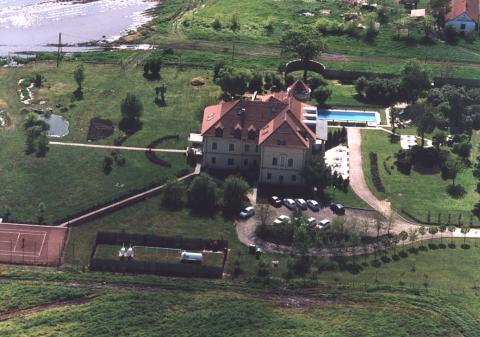
凯特波俯视

凯特波，是匈牙利亚斯-瑙吉孔-索尔诺克州所辖的一个村，总面积66.76平方公里，总人口703，人口密度10.5人/平方公里（2010年1月1日）。